# Jeremy Denk
Jeremy Denk (Durham, Carolina del Norte, 16 de mayo de 1970) es un pianista clásico y profesor de música estadounidense.

## Vida
Nació en Durham, Carolina del Norte en 1970. Recibió su educación musical en instituciones como la Escuela de Música Jacobs, Escuela Juilliard, la Universidad de Indiana o el Oberlin College de Ohio. 

## Carrera

### Como pianista
En 1997 Denk debutó en Nueva York con un recital en el Alice Tully Hall. Ha tocado como solista con las Orquestas Sinfónicas de Atlanta, Chicago, Dallas, Houston, Londres, New World Symphony, San Luis y San Francisco, la Orquesta de Filadelfia, la Orquesta de St. Luke's y la Orquesta de Cámara Orpheus. Aparece frecuentemente con la Sociedad de Música de Cámara del Lincoln Center y fue el director artístico del Festival de Ojai en 2014.
En 2004 Denk coincidió tocando con el violinista Joshua Bell en el Festival de Spoleto y tocaron juntos frecuentemente desde entonces. Bell dice de su colaboración: "French Impressions es la culminación de diez años de exploración con Jeremy Denk. No es fácil encontrar a un pianista tan completo. Evidentemente, cada uno defiende su punto de vista. Pero el sentido de la amistad ha sido fundamental, tanto como lo pueda ser el amor en un matrimonio. El éxito de una pareja no consiste en pensar de la misma manera sino en construir sobre sus diferencias a partir de ciertos principios básicos. No le hablo de opiniones puntuales, sino de valores. He discutido mucho con Denk a propósito de ciertos pasajes, pero ninguno ha tratado de imponerse ni de privilegiar su instrumento. La música de cámara es pura conciliación."

### Como profesor de música
Denk ha enseñado en la antigua Escuela de Música de la Universidad de Indiana, hoy Escuela de Música Jacobs, entre 1996 y 2002 y forma parte del claustro del el Conservatorio de Música de la Universidad de Bard. Denk es profesor de la Mannes College The New School for Music, en el Greenwich Village de Nueva York.
Escribe un blog titulado Think Denk y ha escrito numerosas notas para discos y programas para conciertos . Su ensayo sobre los errores en las notas al programa de conciertos apareció en Best Music Writing en 2011, y sus observaciones sobre su grabación de la Sonata Concord de Ives aparecieron en la edición del 2 de febrero de 2012 de The New Yorker.
Su ensayo titulado "Mi error favorito" explicando su época doblando como profesor de química y música en el Oberlin College en Ohio fue publicado en la revista Newsweek el 21 de mayo de 2012.
El 15 de noviembre de 2012 Denk apareció por primera vez en la revista The New Republic con un ensayo titulado Reinventando a Bach.

## Premios y reconocimientos
- En 1997 ganó el premio "William Petschek Piano Debut Recital Award" otorgado por la Escuela Juilliard.
- En 1998 recibió la beca "Avery Fisher Career Grant" administrada por el Lincoln Center y el premio de la "Young Concert Artists International Auditions".

## Repertorio
Se ha centrado en los últimos años en la música de Charles Ives y György Ligeti sin olvidar el repertorio más estándar. El álbum de Denk Ligeti/Beethoven, publicado por Nonesuch fue publicado el 15 de mayo de 2012.

## Discografía selecta
- 2013 – J. S. Bach: Variaciones Goldberg (Nonesuch).
- 2012 – American Mavericks. Cowell: Synchrony; Tilson Thomas: Concierto para piano (SFS Media).
- 2012 – Ligeti / Beethoven. Ligeti: Études (libro I & II); Beethoven: Sonata n.º 32 (Nonesuch).
- 2012 – French Impressions. Sonatas de Franck, Ravel y Saint-Saëns. Joshua Bell (Sony Classical).
- 2010 – Jeremy Denk Plays Ives. Ives: Sonatas n.º 1 & n.º 2 (Think Denk Media) su propia discográfica.
- Bach: Partitas n.º 3, n.º 4 y n.º 6 (Azica).
- Obras para piano solo de Leon Kirchner. Sonata para piano n.º 2 (Albany).
- Tobias Picker': Concierto para piano n.º 2 "Keys to the City". Filarmónica de Rusia, Thomas Sanderling (Chandos).
- John Corigliano: Sonata para violín y piano. Joshua Bell (Sony Classical).
- Fauré: Sonata para violín; Chausson: Concierto para violín, piano y cuarteto de cuerda, Op. 21. Soovin Kim, Cuarteto Jupiter (Azica).
- Brahms: Quinteto para piano; Dvořák: Quinteto para piano. Concertante Chamber Ensemble (Meridian).